# Ichneumon annaelisae
Ichneumon annaelisae là một loài tò vò trong họ Ichneumonidae.